# Hershey (Pensilvânia)
Hershey é uma Região censo-designada localizada no estado norte-americano de Pensilvânia, no Condado de Dauphin. A cidade está localizada 23 km a leste de Harrisburg e faz parte da área estatística Harrisburg-Carlisle. Fundada como  Derry Church, foi rebatizada em 1906 em homenagem a  Milton Hershey, um nativo que fundou na cidade a sede da famosa empresa de chocolates Hershey's.

## Demografia
Segundo o censo norte-americano de 2000, a sua população era de 12.771 habitantes.

## Geografia
De acordo com o United States Census Bureau tem uma área de
37,4 km², dos quais 37,3 km² cobertos por terra e 0,1 km² cobertos por água. Hershey localiza-se a aproximadamente 155 m acima do nível do mar.

## Localidades na vizinhança
O diagrama seguinte representa as localidades num raio de 12 km ao redor de Hershey.